# Chittagong Abahani
Chittagong Abahani (bengalski: চট্টগ্রাম আবাহনী) jest klubem piłkarskim z Bangladeszu. Swoją siedzibę ma w mieście Chittagong. Gra na stadionie MA Aziz Stadium. Obecnie występuje w 1. lidze.